# イスラエル人
イスラエル人（ヘブライ語: ישראלים, Israelim）は、イスラエル国（1948年にイスラエル地域に成立した国家）の国民である。

## 概要
イスラエルは多民族国家であり、さまざまな民族的・国家的背景を持った人々がいる。多くはユダヤ人であるが、その他イスラム教徒、キリスト教徒、アラブ人、などがいる。「イスラエル人」という場合、実際的にはそれはイスラエルの国籍を持つ人々である。その中には、ユダヤ教を信仰とする人々（ユダヤ人、ユダヤ教徒）、アラブ人、キリスト教徒も含まれる。その結果、それぞれが「イスラエル人」をどう定義したいか、見解は分かれており、「イスラエル人」を、あくまで国籍で判断する人、祖先で判断する人々、実態として長年に渡りイスラエルに定住している人々がイスラエル人と認める人々、などさまざまである。

## 人口
ある資料では、2013年時点で800万人ほどとされた。

## 民族分類
イスラエルにおける民族分類は「レオーム（ヘブライ語：he:אומה, leōm）」と、現地のヘブライ語の用語・概念では呼ばれているが、「ユダヤ人」「ベドウィン人」「アラブ人」「チェルケス人」「ドゥルーズ人」の5者を主要な分類としており、5者に当てはまらない場合はそれぞれの出身国・地域名が記載される。
主要5者に当てはまらない外国出身者は出生時の国名（または本人の申告した地域名）が記載される。このため、ドイツ再統一以前の東ドイツ出身者は、現在でも「東ドイツ人」と記載されている。
イスラエル裁判所による、民族分類に関する、政治・宗教的判断
1970年、ゲオルグ・ラファエル・タマリン（Georges Raphael Tamarin）は「レオーム」を「ユダヤ人」から「イスラエル人」に変更する申請を行ったが、内務省に却下された。タマリンはイスラエル最高裁判所まで争ったが、1972年、最高裁は「イスラエルはユダヤ人国家であり、ユダヤ人と分裂したイスラエル人は存在しない。原告はユダヤ人の責務を果たしていない」と判断を下し（と主張をし）、タマリンは敗訴した。